# Lövestads åsar
Lövestads åsar este o arie protejată (arie specială de conservare — SAC, sit de importanță comunitară — SCI) din Suedia întinsă pe o suprafață de 34,4 ha, integral pe uscat.

## Localizare
Centrul sitului Lövestads åsar este situat la coordonatele 55°39′05″N 13°51′46″E / 55.6513°N 13.8627°E.

## Înființare
Situl Lövestads åsar a fost declarat sit de importanță comunitară în ianuarie 1997 pentru a proteja un număr necunoscut de specii din flora spontană și fauna sălbatică aflate în arealul zonei. Situl a fost protejat și ca arie specială de conservare în martie 2011.

## Biodiversitate
Situată în ecoregiunea continentală, aria protejată conține 1 habitat natural: Păduri de fag Asperulo-Fagetum.
La baza desemnării sitului se află un număr nedeclarat de specii protejate.